# Розлевичи
Ро́злевичи (бел. Розлевічы) — деревня в Глусском районе Могилёвской области Республики Беларусь. В составе Катковского сельсовета.

## История
До 2013 года деревня входила в состав Берёзовского сельсовета. 

## Население
- 1999 год — 68 человек
- 2009 год — 32 человека